# Graziella Evangelista
Graziella Evangelista (Gondar, 10 novembre 1938 – Milano, 19 aprile 1993) è stata una scenografa italiana.
Dopo aver lavorato in Rai, curò l'immagine di Canale 5 e dei principali programmi delle reti Fininvest per tutti gli anni ottanta e i primi novanta.

## Biografia
Diplomata all'Accademia di belle arti di Brera, nel 1962 entrò in Rai lavorando come scenografa per i programmi televisivi dell'azienda di Stato, dove rimase per dodici anni. In seguito collaborò alla realizzazione di alcuni set pubblicitari; entrò poi a Telemilano 58 nel 1979, dove firmò le scenografie di I sogni nel cassetto, Polvere di stelle e Popcorn, restando al fianco di Silvio Berlusconi anche in occasione del lancio di Canale 5, della quale curò l'immagine, caratterizzata da colori caldi e vivaci ed un'atmosfera ricca e opulenta, come suggeritole dall'imprenditore. A lei si devono pertanto la maggior parte delle scene dei principali varietà e game-show delle reti del Biscione, realizzate secondo il tipico stile in voga negli anni ottanta e buona parte dei primi novanta, tra cui Attenti a noi due, Bis, Bravo bravissimo, Cari genitori, C'eravamo tanto amati, C'est la vie, Doppio slalom, Drive In, Il gioco dei 9, Il gioco delle coppie, Il pranzo è servito, Hello Goggi, Help!, La cena è servita, La ruota della fortuna, Lui, lei e l'altro, Ok, il prezzo è giusto!, Passiamo la notte insieme, Pentatlon, Perdonami, Quel motivetto..., Ridiamoci sopra, Scherzi a parte, Studio 5, Superflash, Telemike, Tra moglie e marito, Tris, Tutti x uno, Urka! e W le donne.